# Kamenjača
Kamenjača (cyr. Камењача) – wieś w Serbii, w okręgu rasińskim, w gminie Trstenik. W 2011 roku liczyła 326 mieszkańców.